# Andrius Tapinas

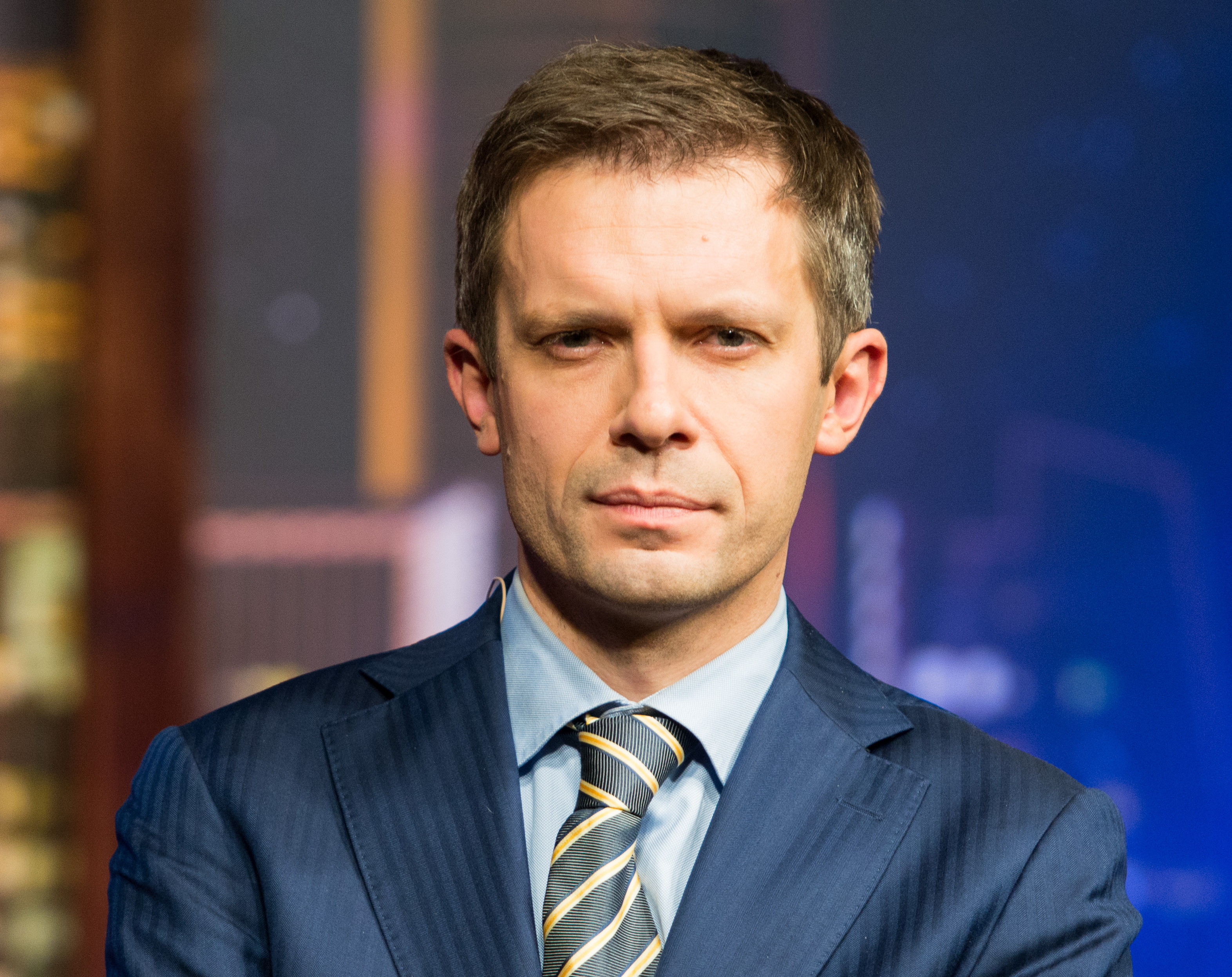
Andrius Tapinas, 2016

Andrius Balys Tapinas (* 1977) ist ein litauischer Gesellschaftsaktivist und Journalist, Gründer des Internetfernsehens Laisvės TV, Autor von vier Büchern und Hobby-Pokerspieler.

## Leben
Andrius Tapinas absolvierte von 1992 bis 1996 das Bachelorstudium der Wirtschaft an der Universität Vilnius. Danach studierte er von 2014 bis 2016 Internationale Beziehungen und absolvierte das Masterstudium an der FU Berlin.
Er war der Moderator einer langjährigen beliebten litauischen Fernsehsendung The Money Generation bei LRT televizija. Er hat auch seinen eigenen Online-TV-Kanal auf YouTube mit dem Namen „Freedom TV“ gestartet, der sich als großer Erfolg erwiesen hat. Zusammen mit der „Freedom Group“ hat Andrius während der COVID-19-Pandemie sowie der litauischen Migrationskrise 2021 mehrere Spendenaktionen durchgeführt. Während der belarussischen Proteste 2020 war er Gastgeber der „Freiheitskette“ von Vilnius bis zur belarussischen Grenze (analogisch wie Baltischer Weg).
2006 begann Tapinas sich für Poker zu interessieren und wurde der erste Litauer, der einen Geldpreis bei der World Series of Poker (WSOP) am Las Vegas Strip gewann. Diesen erzielte er Anfang August 2006 im Main Event und erhielt über 25.000 US-Dollar für den 494. Platz. Seinen bislang größten Pokergewinn sicherte er sich Mitte September 2009 für den vierten Platz bei den Unibet Open in Prag in Höhe von 52.000 Euro. 2010 gründete er und bis 2013 leitete Tapinas als Präsident den litauischen Pokerverband (Sports Poker Federation). Insgesamt hat er sich mit Poker bei Live-Turnieren rund 115.000 US-Dollar erspielt.
Nach dem russischen Überfall auf die Ukraine 2022 initiierte er eine Geldspendeaktion für den Kauf der Kampfdrohne Bayraktar TB2 von Baykar. Innerhalb weniger Tage sammelten die Bürger Litauens fast 6 Millionen Euro per Crowdfunding. In den Umfragen über Präsidentschaftswahl in Litauen 2024 wird er als Kandidat erwähnt.

## Familie
Sein Vater Jonas Laimonas Tapinas (1944–2022) war auch Journalist. Seine Mutter Violeta ist Litauischlehrerin.
Tapinas ist zweimal geschieden und hat eine Tochter und einen Sohn.

## Auszeichnungen
2017 wurde Andrius Tapinas mit Orden für Verdienste um Litauen von der litauischen Präsidentin Dalia Grybauskaitė ausgezeichnet.
2022 wurde er mit dem Verdienstorden der Ukraine vom ukrainischen Präsidenten Wolodymyr Selenskyj ausgezeichnet.

## Bibliografie
- Vilko valanda: fantastinis romanas (stimpankas) (dail. Eglė Zioma). – Vilnius: Alma littera, 2013. – 532 p.: iliustr. – ISBN 978-609-01-0890-1
- Maro diena: fantastinis romanas (stimpankas) (dail. Eglė Zioma). – Vilnius: Alma littera, 2015. – 440 p.: iliust. – ISBN 978-609-01-1727-9
- Prezidentas: politinis trileris. – Vilnius: Alma littera, 2019. – 280 p.: iliust. – ISBN 978-609-01-3642-3
- Meilė, kurios nemylėjau: meilės romanas / Andrius Tapinas, Inga Valinskienė. – Vilnius: Alma littera, 2020. – 160 p. – ISBN 978-609-01-4072-7